# Feilongus
Feilongus (podle létajícího draka jménem "Feilong" z čínské mytologie) byl rod pterodaktyloidního ptakoještěra, který žil v období rané křídy (geologické věky barrem až apt, asi před 125 miliony let) na území dnešní severovýchodní Číny (provincie Liao-ning, souvrství Yixian).

## Objev a popis
Fosilie tohoto menšího až středně velkého ptakoještěra byly formálně popsány týmem čínských paleontologů v roce 2005. Objevena byla nekompletní lebka (u holotypu s označením IVPP V-12539) a u druhého exempláře DNMHM D3068 i části postkraniální kostry.
Délka lebky v kompletním stavu činí 39 až 40 cm, což odpovídá rozpětí křídel přibližně 2,4 metru. Jednalo se nejspíše o malého létajícího predátora, obývajícího jezerní a říční ekosystémy. Hlavním zdrojem potravy pro tohoto pterosaura byly menší ryby a případně i další vodní obratlovci a bezobratlí.

## Zařazení

Typový exemplář rodu Feilongus.

Druh F. youngi byl zástupcem čeledi Boreopteridae a podčeledi Moganopterinae, jeho nejbližším vývojovým příbuzným (a sesterským taxonem) byl patrně další čínský druh Moganopterus zhuiana, formálně popsaný v roce 2012.
Odborná práce z roku 2018 řadí rod Feilongus do čeledi Ctenochasmatidae.